# 比伯恩 (索洛圖恩州)

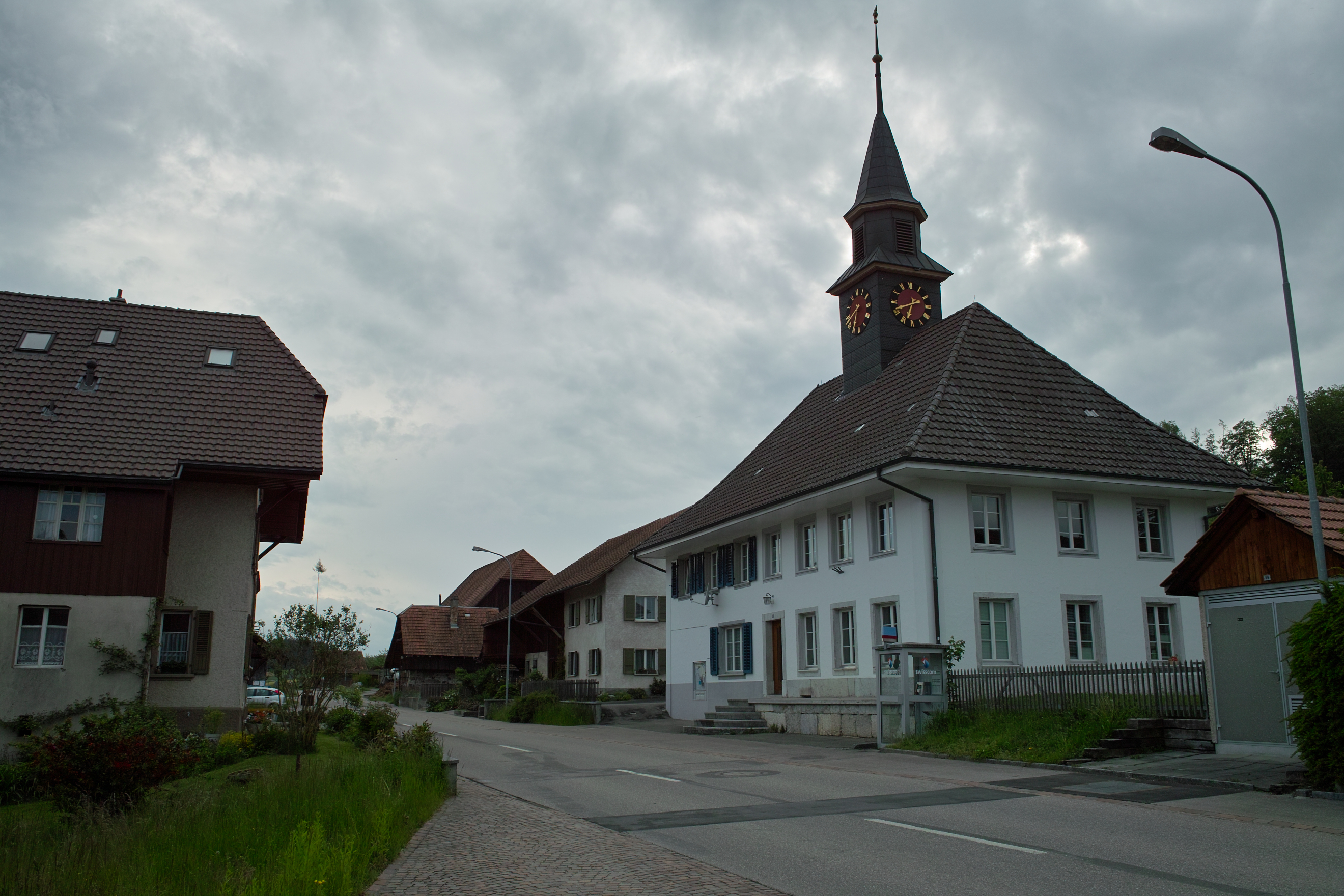

比伯恩是瑞士的城鎮，位於該國北部，由索洛圖恩州負責管轄，面積2.99平方公里，海拔高度512米，2012年人口255，八成人口信奉基督教，人口密度每平方公里85人。